# E.N.O.T. Corp.
E.N.O.T. Corp. (a menudo escrito como ENOT Corp) es una empresa militar privada rusa fundada por Igor Mangushev. Ha emprendido trabajo mercenario para la geopolítica de Moscú en Ucrania, Siria y el Alto Karabaj.

## Etimología
E.N.O.T. es un acrónimo del nombre completo de la organización, Единые народные общинные товарищества (en castellano: Asociaciones Comunales del Pueblo Unido). Enot significa mapache en idioma ruso, el mismo símbolo que el grupo usa como logotipo.
La organización a veces se conoce como Yenot o Racoon PMC.

## Historia y actividades
E.N.O.T. fue fundada en 2011  por el nacionalista ruso y fundador de Svetlaya Rus, Igor Mangushev para reunir a varias milicias con base en el Dombás y darles un estatus más oficial y la capacidad de procesar fondos para salarios de combatientes, pensiones y otros protecciones sociales. E.N.O.T. ha emprendido actividades armadas en Ucrania, Siria y el Alto Karabaj.
Desde 2015, el grupo ha estado brindando entrenamiento militar en campamentos en Serbia, el Dombás y Bielorrusia. Los participantes del campo de entrenamiento incluyen niños de entre 12 y 18 años de edad de Rusia, Montenegro, Serbia, Bielorrusia, Transnistria y Osetia del Sur. El campo de entrenamiento serbio, operado por veteranos de la guerra de Bosnia, fue cerrado por el Ministerio del Interior de Serbia en 2018 citando preocupaciones de abuso infantil. El 7 de noviembre de 2018, en respuesta al entrenamiento de niños, el Servicio Federal de Seguridad ruso y la fuerza policial arrestaron a miembros de E.N.O.T. y los liberaron al día siguiente.
E.N.O.T. se marca en Rusia como «русской православной общиной» (literalmente, 'comunidad ortodoxa rusa') y se registró oficialmente en el Ministerio de Justicia de Rusia en mayo de 2016 como una organización sin fines de lucro. El propósito oficial se declaró como la promoción y protección de la juventud patriótica, aunque a partir de 2018, el grupo no había presentado ningún informe oficial sobre actividades. Desde 2015, E.N.O.T. ha recibido apoyo del gobierno ruso para actividades en Siria y Karabaj.
En 2021, E.N.O.T. el tesorero Vladimir Morozov fue condenado a 10,5 años de prisión por extorsión. En 2022, el líder de la organización, Roman Telenkevich, fue sentenciado a 13 años de prisión por organizar una comunidad criminal, extorsión y amenazas de muerte o daños corporales graves. A principios de febrero de 2023, durante la guerra ruso-ucraniana, el fundador Igor Mangushev recibió un disparo mortal en la parte posterior de la cabeza en un puesto de control de vehículos rusos en la ciudad ucraniana de Kádiivkaa bajo control de la autodenominada República Popular de Lugansk.